# Mardingding (Tiganderket)
Mardingding is een bestuurslaag in het regentschap Karo van de provincie Noord-Sumatra, Indonesië. Mardingding telt 861 inwoners (volkstelling 2010).